# Eviota ocellifer
Eviota ocellifer là một loài cá biển thuộc chi Eviota trong họ Cá bống trắng. Loài này được mô tả lần đầu tiên vào năm 2005.

## Từ nguyên
Từ ocellifer trong danh pháp của E. ocellifer được ghép từ 2 âm tiết trong tiếng Latinh: ocellus ("mắt nhỏ") và fero ("mang theo"), ám chỉ đốm đen trên vây lưng của loài cá này.

## Phạm vi phân bố và môi trường sống
E. ocellifer chỉ được tìm thấy ở ngoài cửa sông Urauchi-gawa của đảo Iriomote-jima (thuộc quần đảo Ryukyu, Nhật Bản). Có thể bắt được loài cá này ở gần các rạn san hô và trong các hốc đá ngầm ở độ sâu khoảng từ 1 đến 1,5 m.

## Bị đe dọa
Sông Urauchi-gawa và những khu vực lân cận đang gặp phải những lo ngại về ô nhiễm nguồn nước. Một lượng lớn nitơ đã được phát hiện trong nguồn nước ngầm và đã làm suy giảm số lượng trai sò sinh sống trong đó, cũng như gia tăng các bệnh ngoài da và ký sinh trùng trên cá. Vì thế mà E. ocellifer được xếp vào danh sách Loài cực kỳ nguy cấp.

## Mô tả
Chiều dài cơ thể tối đa được ghi nhận ở E. ocellifer là 1,8 cm. Cơ thể có màu nâu nhạt; má và mang có một số đốm màu nâu đen. Mống mắt màu đồng hoặc nâu sẫm, với các vạch màu nâu đen bao quanh đồng tử. Hai bên thân có các vạch đen.
Số gai ở vây lưng: 7; Số tia vây ở vây lưng: 8 - 9; Số gai ở vây hậu môn: 1; Số tia vây ở vây hậu môn: 8; Số tia vây ở vây ngực: 15 - 16.